# Kantongerecht Venlo
Het kantongerecht Venlo was van 1842 tot 2002 een kantongerecht in Nederland. Na de opheffing van het kantongerecht als zelfstandig gerecht bleef Venlo zittingsplaats van de sector kanton van de rechtbank Roermond. Het gerecht kreeg in 1898 een eigen gebouw aan het Nolensplein, ontworpen door W.C. Metzelaar. In 1970 verhuisde het gerecht naar de Dr. Blumenkampstraat. Per 1 april 2013 is Venlo als zittingsplaats opgeheven.